# Volkszählung in Brasilien 1940
Die Volkszählung in Brasilien 1940 (port.: Censo demográfico do Brasil de 1940, V Recenseamento Geral do Brasil) war die fünfte Volkszählung auf brasilianischem Territorium, die erste unter der Leitung des vier Jahre zuvor von Getúlio Vargas gegründeten Brasilianischen Instituts für Geografie und Statistik (Instituto Brasileiro de Geografia e Estatística - IBGE) und die einzige Volkszählung, die während seiner 15-jährigen Regierungszeit durchgeführt wurde.
Es war die erste Volkszählung, bei der zwischen Land- und Stadtbevölkerung unterschieden wurde, und sie enthielt auch Fragen zu Hautfarbe/Rasse, Religiosität und Schulbildung, die bei der vorangegangenen Volkszählung aufgegeben worden waren. Mit dieser Volkszählung begann eine ununterbrochene Tradition von Volkszählungen im Abstand von zehn Jahren, mit Ausnahme der Verzögerungen bei den Volkszählungen 1991 und 2022.
Das Buch A Cultura Brasileira - Introdução ao Estudo da Cultura no Brasil wurde von Fernando de Azevedo als Einführung in die Volkszählung geschrieben.

## Bevölkerung nach Bundesstaaten
| Rang | Bundesstaaten       | Bevölkerung (1940) |
| ---- | ------------------- | ------------------ |
| 1    | São Paulo           | 7.180.316          |
| 4    | Minas Gerais        | 6.763.368          |
| 2    | Bahia               | 3.918.112          |
| 3    | Rio de Janeiro      | 3.611.998          |
| 5    | Rio Grande do Sul   | 3.320.689          |
| 6    | Pernambuco          | 2.688.240          |
| 7    | Ceará               | 2.091.032          |
| 8    | Paraíba             | 1.422.282          |
| 9    | Paraná              | 1.236.276          |
| 10   | Maranhão            | 1.235.169          |
| 11   | Santa Catarina      | 1.178.340          |
| 12   | Alagoas             | 951.300            |
| 16   | Pará                | 944.644            |
| 13   | Piauí               | 817.601            |
| 14   | Espírito Santo      | 790.149            |
| 15   | Rio Grande do Norte | 768.018            |
| 17   | Goiás               | 661.226            |
| 18   | Sergipe             | 542.326            |
| 19   | Amazonas            | 438.008            |
| 20   | Mato Grosso do Sul  | 238.640            |
| 21   | Mato Grosso         | 193.625            |
| 22   | Tocantins           | 165.188            |
| 23   | Acre                | 79.768             |

## Bevölkerung nach Regionen
| Rang      | Große Regionen      | Bevölkerung (1940) |
| --------- | ------------------- | ------------------ |
| 1         | Região Sudeste      | 18.345.831         |
| 2         | Região Nordeste     | 14.434.080         |
| 3         | Região Sul          | 5.735.305          |
| 4         | Região Norte        | 1.627.608          |
| 5         | Região Centro-Oeste | 1.093.491          |
| Insgesamt | Brasilien           | 41.236.315         |

## Bevölkerungsreichste Gemeinden

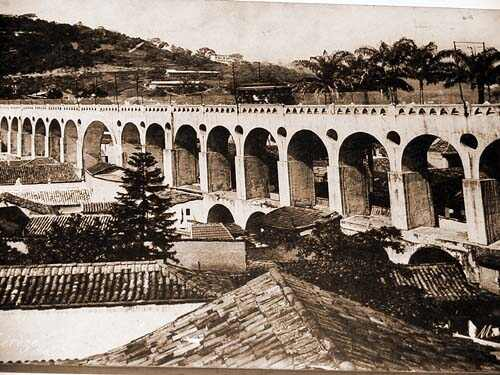
Rio de Janeiro

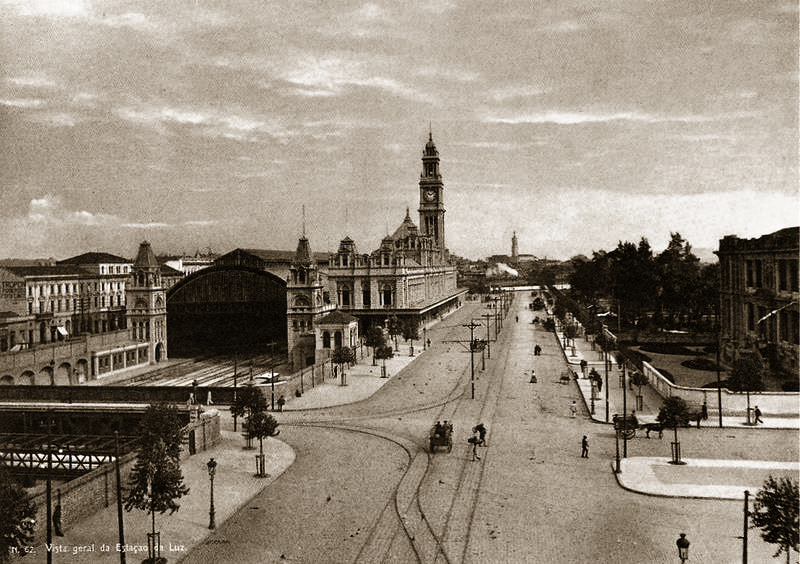
São Paulo

| Rang | Gemeinde       | Bundesstaat       | Bevölkerung (1940) |
| ---- | -------------- | ----------------- | ------------------ |
| 1    | Rio de Janeiro | Distrito Federal  | 1.764.141          |
| 4    | São Paulo      | São Paulo         | 1.326.261          |
| 2    | Recife         | Pernambuco        | 348.424            |
| 3    | São Salvador   | Bahia             | 290.443            |
| 5    | Porto Alegre   | Rio Grande do Sul | 272.232            |
| 6    | Campos         | Rio de Janeiro    | 223.373            |
| 7    | Belo Horizonte | Minas Gerais      | 211.377            |
| 8    | Belém          | Pará              | 206.331            |
| 9    | Fortaleza      | Ceará             | 180.185            |
| 10   | Santos         | São Paulo         | 165.568            |
| 11   | Niterói        | Rio de Janeiro    | 142.407            |
| 12   | Curitiba       | Paraná            | 140.656            |
| 16   | Nova Iguaçu    | Rio de Janeiro    | 140.606            |
| 13   | Campinas       | São Paulo         | 129.940            |
| 14   | Itaperuna      | Rio de Janeiro    | 127.393            |
| 15   | Campina Grande | Paraíba           | 126.139            |
| 17   | Ilhéus         | Bahia             | 113.269            |
| 18   | Palmeira       | Rio Grande do Sul | 107.390            |
| 19   | José Bonifácio | Rio Grande do Sul | 107.035            |
| 20   | Manaus         | Amazonas          | 106.399            |